# Kingdom Hearts (gra komputerowa)
Kingdom Hearts (jap. キングダム ハーツ Kingudamu Hātsu) – japońska komputerowa gra fabularna autorstwa studia Square Co., Ltd. (później Square Enix), powstała we współpracy z The Walt Disney Company. Wydana w 2002 roku gra łączy uniwersum Disneya z tymi znanymi z serii Final Fantasy oraz oferuje czynny udział w walkach (tzw. fabularna gra akcji). Chronologicznie gra jest pierwszą w serii, lecz fabularnie drugą w kolejności – po Kingdom Hearts: Birth by Sleep.

## Fabuła
Historia rozpoczyna się na niewielkim archipelagu Destiny Islands, zamieszkiwanym między innymi przez czternastoletniego Sorę oraz jego przyjaciół: Kairi i Riku. Dzieci spędzają czas na myszkowaniu po wyspie, organizowaniu zawodów, ale przede wszystkim marzą o poznaniu wielkiego świata. Planowaną podróż tratwą udaremnia jednak pewnej wietrznej nocy atak na wyspę. Heartless – złe, pozbawione serc istoty, które Sora widział wcześniej w swoich snach, porywają Kairi i Riku. Uzbrojony w Keyblade – miecz-klucz o tajemniczej mocy – chłopiec postanawia stawić im czoła. W międzyczasie, w odległym świecie król Mickey znika niespodziewanie, pozostawiając magowi Donaldowi i rycerzowi Goofy`emu rozkaz odnalezienia posiadacza przedmiotu Keyblade i ocalenia świata przed zagładą.

## Rozgrywka
Główną cechą Kingdom Hearts, odróżniającą ją od serii Final Fantasy, jest bezpośrednie działanie postaci sterowanej przez gracza podczas walki, w przeciwieństwie do wspomnianej serii, gdzie użyty był system Active Time Battle, pozwalający jedynie na kontrolę stanu i charakterystyk bohaterów oraz wydawanie im poleceń. Pełną kontrolę gracz ma jedynie nad Sorą, który może atakować, używać przedmiotów czy magii w dowolnym momencie. Donald i Goofy sterowani są przez sztuczną inteligencję.
Urozmaiceniem rozgrywki jest również poruszanie się pomiędzy światami będące właściwie minigrą, przypominającą starsze gry typu Space Invaders, jednakże w odnowionej wersji i z zastosowaniem grafiki trójwymiarowej. Pojazd, w którym przychodzi bohaterom podróżować (Gummi ship), może być stale rozwijany poprzez modyfikacje, np. mocniejszy pancerz czy dodatkowe działka.
Za cały projekt w dużej mierze odpowiedzialny jest Tetsuya Nomura; w przeszłości tworzył postaci m.in. do siódmej i ósmej części serii Final Fantasy, Parasite Eve i Parasite Eve 2 oraz The Bouncer. Oprawa dźwiękowa to przede wszystkim dzieło Yōko Shimomury, a utwory wokalne śpiewała Hikaru Utada (od początku związana ze Square Co. Ltd.). Ścieżka dźwiękowa zawiera 76 utworów.

## Final Mix
Kingdom Hearts została ponownie wydana w Japonii jako Kingdom Hearts: Final Mix. Wersja ta zawiera w sobie kilka elementów, które nie pojawiły się w żadnej z innych wcześniejszych wersji (amerykańskiej, europejskiej i australijskiej). Najbardziej zauważalną zmianą są dialogi, które są wygłaszane przez angielskich lektorów z napisami w języku japońskim.
Poprzez dodanie nowych scen rozjaśniono kilka wątków (np. podróż Riku), dodano również zwiastun Kingdom Hearts II, który można obejrzeć po zakończeniu gry. Graczom umożliwiono wreszcie przerwanie widzianej wcześniej sekwencji filmowej, co znacząco przyspieszyło rozgrywkę. W tej wersji bossowie dodani ekskluzywnie do wersji angielskiech, zostali dodani do nowego wydania japońskiego.. Jedną z nowych scenek jest także film zwany Deep Dive (Głębokie zanurzenie), który zostanie odtworzony wraz z Another side, Another story..., o ile gracz wykona wcześniej ustalony quest.
Gra posiada także nowe ścieżki dźwiękowe, takie jak Disappeared czy Another Side, dołączono także Night on the Bald Mountain z angielskiej wersji. Pozostałe zmiany to dodatkowe zdolności, nowe akcesoria, dwa nowe Keychainy, przedmioty oraz nowi przeciwnicy. System gry zostały zaś rozbudowany o dodatkowy, trudniejszy stopień trudności, który jest wyzwaniem dla bardziej wprawnych graczy.

## Oceny
Kingdom Hearts już w dniu premiery okazało się komercyjnym sukcesem, zdobywając wysokie noty od recenzentów i sprzedając się w milionowych nakładach. Gra otrzymała takie oceny jak: 1UP.com - A-,
Eurogamer - 8 na 10, Famitsu - 36 na 40, Game Informer - 9.5 na 10, GamePro - 4.5 na 5, GameSpy - 4 na 5, czy IGN - 9 na 10. Procentowa ilość ocen, według serwisu GameRankings, to 86.56%

## Sequele
Od 2002 roku gra została sprzedana w ponad 5 milionach sztuk, co uplasowało ją wśród najbardziej popularnych gier na PlayStation 2. Twórcy nie przekreślili możliwości kontynuacji, dlatego też w 2004 roku pojawił się Kingdom Hearts: Chain of Memories na platformę Game Boy Advance, będący bezpośrednim sequelem do części pierwszej. W grudniu 2005 roku w Japonii, ponownie na konsolę PlayStation 2, ukazał się tytuł Kingdom Hearts II, który odniósł równie ogromny sukces co jego poprzednik. Pojawiły się też kontynuacje na konsolę Nintendo DS, Kingdom Hearts 358/2 Days w 2009 roku i Kingdom Hearts Re:coded w 2011 roku, oraz prequel serii na konsolę PlayStation Portable, czyli Kingdom Hearts: Birth By Sleep.